# Jeepster Commando
El Jeepster Commando fue producido por primera vez por Kaiser Motors en 1966 para competir con el Toyota Land Cruiser y el Ford Bronco. Tres modelos diferentes estuvieron disponibles en ese momento: camioneta, convertible y familiar. La línea de Kaiser se mantuvo en producción hasta cerca de 1969, cuando American Motors adquirió Kaiser en 1970. El Jeepster Commando C101 (con una distancia entre ejes de 101") fue creciendo en popularidad. En 1972, AMC acortó el nombre del vehículo a Commando C104, amplió la distancia entre ejes a 104" y cambió el diseño de la trompa para aceptar el motor de seis cilindros en línea de AMC y el V8 304 (5L), similar a la Ford Bronco. La línea de productos, anteriormente un best-seller de AMC, cayó rápidamente en popularidad, siendo sacado de la producción en 1973 y reemplazado por el tamaño completo del Jeep Cherokee. El Jeepster es un antepasado de la familia de Jeep producidos por Chrysler.

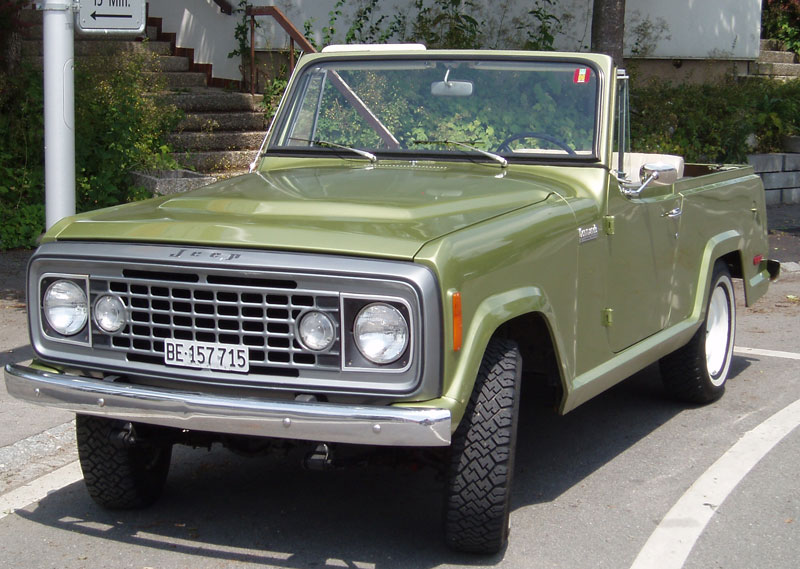
1972 Jeep Commando (C104).

## Antecedentes en España
En España, este modelo se comercializó a través de VIASA (Vehículos Industriales y Agrícolas Sociedad Anónima), empresa radicada en Zaragoza y que utilizó las instalaciones de CAF (Construcciones Auxiliares Ferroviarias), fabricante de vagones de tren y locomotoras para realizar los primeros ensamblajes.
La fecha de comercialización fue a partir de 1968, siendo dos las versiones de motor empleadas: el Barreiros diésel C-24 y el motor Hurricane gasolina F-134, de Jeep. Estos primeros vehículos llegaban a España para ensamblar con leves cambios respecto a la versión comercializada en EE. UU. Los elementos que se incorporaban eran básicamente el motor (Barreiros) y algunos elementos como el cuadro de velocímetro, señales de luces, entre otros. Algunos ejemplares de los iniciales en estado de restauración son conservados por socios del Club Jeep Comando de España, entidad sin ánimo de lucro que aglutina a un centenar de socios aficionados a este modelo de Jeep.

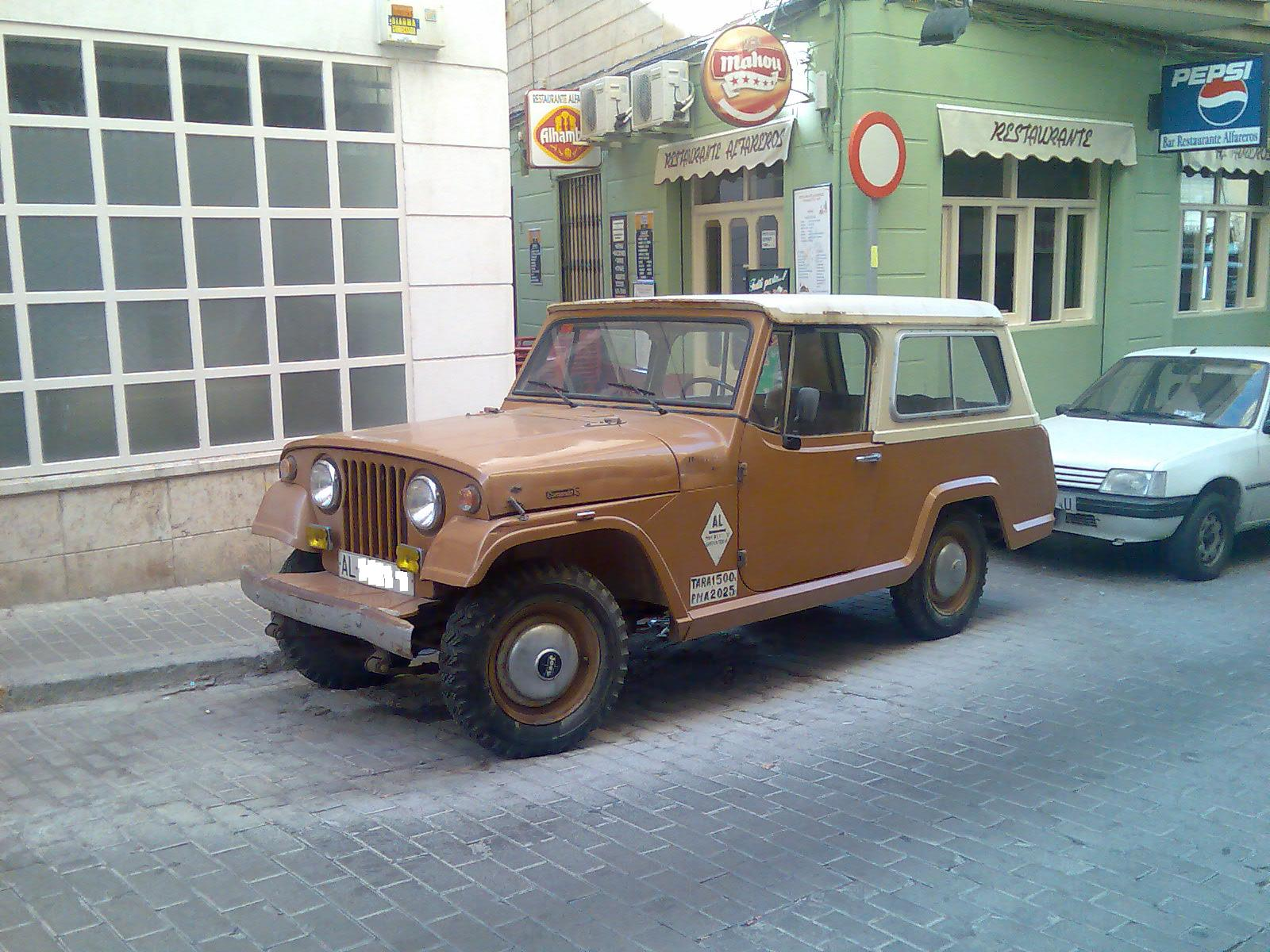
Jeep Ebro Comando, versión del Jeepster fabricado en España.

Posteriormente, a partir de 1973, se produce un cambio en el motor, sustituyendo al muy eficiente Barreiros por un Perkins 4-108, perdiendo a cambio potencia y par motor. Sin embargo, el más obsoleto Hurricane sigue estando en opción. A lo largo de los dos o tres años siguientes se ensamblaron algunos Commando con el motor seis cilindros en V de origen americano para su comercialización fuera de las fronteras españolas, quedándose en España contados ejemplares. En estos años se amplió el catálogo de opciones, incluyendo la posibilidad de adquirir el Jeepster Commando con capota rígida, de lona o sin capota. Otras opciones eran la calefacción y el encendedor.
A finales de los 70 se amplió la oferta de motores, incorporando el ya más potente motor Perkins 4-165 con un significativo aumento de potencia (de los escasos 58 CV del 4-108 a los 72 del 4-165), pero dejando de lado otros elementos de confort y seguridad. Por ejemplo, el sistema de frenado se mantenía por tambores y sin servofreno, no suministrándose este último ni como opción, debiendo el propietario correr con el coste de llevarlo a un taller especializado para proceder a su montaje.
Finalmente, en el año 1982, apareció un modelo más dentro de la gama: el HDI, que principalmente se distinguía por su techo más alto y la apertura de las portezuelas traseras.